# Johan Sjöstrand
Johan Sjöstrand (26 de febrero de 1987, Skövde, Suecia) es un exjugador sueco de balonmano que jugaba en la posición de portero. Su último equipo fue el Bjerringbro-Silkeborg. Jugó en el FC Barcelona hasta la ruptura de su contrato tras la llegada de Arpad Šterbik. Fue un componente de la selección de balonmano de Suecia, donde logró disputar el Mundial de 2011 y los Juegos Olímpicos de Londres 2012, donde logró la medalla de plata con la selección sueca.

## Equipos
- IFK Skövde (2005-2009)
- SG Flensburg-Handewitt (2009-2010)
- FC Barcelona (2010-2012)
- Aalborg HB (2012-2013)
- THW Kiel (2013-2015)
- MT Melsungen (2015-2020)
- Bjerringbro-Silkeborg (2020-2024)

## Palmarés

### FC Barcelona
- Liga de Campeones de la EHF (2011)
- Liga ASOBAL (2011 y 2012)

### Selección nacional

#### Juegos Olímpicos
- Medalla de plata en los Juegos Olímpicos de 2012

#### Campeonato del Mundo Junior
- Medalla de Oro en el Campeonato Mundial de Balonmano Masculino Junior de 2007.

### Consideraciones personales
- Mejor portero del Mundial Junior (2007)